# Фелл, Патрик
Патрик Фелл (англ. Patrick Fell, ирл. Pádraig Ó Fithchill; 1940 — 18 сентября 2011) — ирландский католический священник, обвинявшийся властями Великобритании в сотрудничестве с ИРА (свою вину в этом не признавал). Судился с Великобританией в Европейском суде по правам человека и выиграл дело, несмотря на все старания британского правосудия помешать ему подать жалобу.

## Биография
Патрик Фелл родился в Англии, в юности принял католичество. Служил в церкви Всех Святых в Эрлсдоне, Ковентри. В апреле 1973 года он был арестован ещё с шестью людьми в Ковентри по обвинению в сотрудничестве с ИРА и предстал перед судом Бирмингема. Трое из семи были признаны невиновными, остальным четверым предъявили обвинения в поджоге, Фелл свою вину не признал. Фелл и ещё один подсудимый, Фрэнк Стэгг, были признаны виновными в организации ряда терактов и причастности к некоторым другим (в том числе к взрывам в Клоуди). Стэгг был осуждён на 10 лет, Фелл на 12 лет. Семь лет тюрьмы получил Томас Джеральд Раш, к 10 годам тюрьмы был приговорён Энтони Роланд Линч, который был виновен ещё в уничтожении имущества путём взрыва и призывах к насилию.
Фелл, не признававший свою вину, отбывал наказание на острове Уайт в тюрьме Олбани. Его сокамерниками были те, кто обвинялся в мятеже и насилии (всего таких с учётом Фелла насчитывалось шесть человек). Они зачастую объявляли голодовку, если с кем-то обращались слишком плохо. В результате в тюрьме завязывались драки, которые заканчивались травмами и увечьями для многих. Феллу в итоге ужесточили наказание: 91 день одиночного заключения и плюс 570 дней без права на прошение о досрочном освобождении.
В результате этих действий в отношении Фелла британское правосудие нарушило статьи 6 (право на справедливый суд), 8 (право на личную жизнь) и 13 (право на эффективное средство правовой защиты) Европейской конвенции о правах человека. Фелл выиграл дело и вскоре был освобождён. Остаток жизни он провёл, будучи священником церкви в одной из деревень графства Донегал.